# جوزپه اورلیو
جوزپه اورلیو (انگلیسی: Giuseppe Aurelio؛ زادهٔ ۲۲ مارس ۲۰۰۰) بازیکن فوتبال اهل ایتالیا است.